# Marco Miyashiro
Marco Enrique Miyashiro Arashiro (Lima, Perú; 25 de abril de 1953) es un general de policía y político peruano. Fue el comandante del Grupo Especial de Inteligencia Nacional (GEIN), siendo uno de los responsables de la caída del terrorista Abimael Guzmán, líder de Sendero Luminoso. Fue Regidor de Lima durante 2015 y 2016 y Congresista de la República por Lima (2016-2019) por Fuerza Popular.

## Biografía
Nacido en Lima el 25 de abril de 1953. Estudió el curso de Oficial PNP en la Escuela de Oficiales de la Policía de Investigaciones del Perú desde 1971 a 1974. En 1989 estudió Asesoramiento EM en la Escuela de Posgrado de la PNP (ESUPOL).
Estudió Administración en la Universidad Nacional José Faustino Sánchez Carrión durante 1995 hasta 2002.
En 2005 fue director general de la Policía Nacional del Perú. En 2008 fue asesor externo del Gobierno Regional del Callao. En 2011 fue Gerente de Seguridad Ciudadana de la Municipalidad de Carmen de la Legua-Reynoso. En 2012 fue Gerente de Seguridad Integral de la Contraloría General de la República.

## Comandante del GEIN
El coronel Benedicto Jiménez y el comandante Miyashiro eran los líderes policiales del GEIN. El objetivo primordial era la captura del líder senderista Abimael Guzmán; tras dos intentos fallidos, la operación se coronó con un resonante triunfo el 12 de septiembre de 1992. Ese día, Abimael Guzmán fue capturado en una casa del distrito de Surquillo.
En 1996, fue uno de los rehenes de la toma de la residencia del embajador japonés por parte del MRTA.
El 24 de agosto de 2017 el Congreso de la República declaró "Héroes de la Democracia " a los miembros del GEIN; reconocimiento en el cual fue incluido Marco Miyashiro.

## Carrera política

### Regidor de Lima
En 2014 se postuló como primer regidor en la lista de Alberto Sánchez-Aizcorbe de Fuerza Popular por las elecciones municipales del 2014. A pesar de que Sánchez quedó quinto en las elecciones, fue elegido regidor en el Consejo Metropolitano de Lima. Renunció en 2016 para asumir su cargo como congresista de la república.

### Congresista
En las elecciones generales del 2016, postuló al Congreso de la República por Fuerza Popular resultando elegido Congresista con 56, 181 votos para el periodo 2016-2021.
Presidió la comisión de Inteligencia (2016-2018) 
Durante su periodo parlamentario fue Presidente de la Comisión de Fiscalización (2019) en reemplazo de Luis López Vilela quien fue suspendido por 120 días.
El 30 de septiembre del 2019, su cargo parlamentario llegó a su fin tras la disolución del Congreso por el expresidente Martín Vizcarra.
En 2020, Miyashiro se sumó al equipo del plan de gobierno de Avanza País, liderado por el economista Hernando de Soto, para las elecciones generales de Perú de 2021.